# 圣马梅迪-迪雷塞齐纽什
圣马梅迪-迪雷塞齐纽什是葡萄牙波尔图区的一个堂区。总面积3.78平方公里，总人口1528人，人口密度404.2人/平方公里。